# جبهة تحرير غرب الصومال
جبهة تحرير غرب الصومال (بالصومالية: Jabhadda Xoreynta Somali Galbeed)‏؛ اختصارها كان WSLF) كانت جماعة انفصالية متمردة تقاتل في شرق إثيوبيا لإنشاء دولة مستقلة. لعبت الجبهة دورًا رئيسيًا في حرب أوغادين في الفترة من 1977 إلى 1978 حين ساعدت الجيش الصومالي الغازي.

## التاريخ
اندلعت أنشطة حرب العصابات الصومالية في أوغادين وفي منطقة هود شرقي هرار بشكل متقطع بعد حصول الصومال على الاستقلال في عام 1960. ظل نشاط حرب العصابات في الأساس مصدر قلق للشرطة حتى اندلعت حرب الحدود الإثيوبية الصومالية 1964. وعندما استولى محمد سياد بري على السلطة في مقديشو عام 1969، أحبط محاولات التفاهم بين إثيوبيا والصومال. كما تعهد بإنشاء الصومال الكبير التي ستشمل حوالي ثلث أراضي إثيوبيا. وبتشجيع من ظروف انهيار السلطة في أديس أبابا بعد الإطاحة بهيلا سيلاسي عام 1974، قدم الصومال المعدات، فضلًا عن الدعم المعنوي والتنظيمي للحركات المتمردة في أوغادين وجنوب إثيوبيا.
تأسست جبهة تحرير غرب الصومال من قبل قبطان شاب يدعى يوسف ديري محمد سوقال (يوسف الرجل الطويل) الذي تلقى تعليمه وتدريبه في سوريا، بعد الانتهاء من المدرسة الثانوية في هرجيسا. أنشأ يوسف عند عودته من سوريا Ururka Dhalinyara Soomaali Galbeed أو منظمة الشباب الصومالي الغربي. التقى يوسف، الذي كان على اتصال جيد ومن عائلة نبيلة، بالرئيس الصومالي محمد سياد بري في عام 1973 بعد أن وضع كبار السن الصوماليين وراء خطته، وأقنع الرئيس الصومالي بفعل شيء حيال منطقة أوغادين. لذلك أعطى بري يوسف عامين لمنح الدبلوماسية فرصة ولإعداد الجيش الصومالي، لأنه لم يتم إثبات ذلك بعد. وفي غضون ذلك، طُلب من يوسف تجنيد حوالي 1,500 متطوع وسُمح بحصص الإعاشة لـ1،500 شخص فقط؛ وفي غضون شهر، جند أكثر من 3000 جندي معظمهم من المقاتلين القدامى من جميع أنحاء البلاد.
وبعد عامين من الاجتماع الأولي، وبعد المرور عبر الأمم المتحدة واجتماع السلام غير الناجح مع الإمبراطور هيلا سيلاسي، حصل يوسف ديري على الضوء الأخضر الذي أراده وطلب منه السيطرة على 60% على الأقل من منطقة أوغادين قبل أن يشترك الجيش الصومالي نفسه في القتال. وجدت جبهة تحرير غرب الصومال فرصتها عندما أطاح نظام ديرغ بهيلا سيلاسي في عام 1974، وكذلك عقب التحول من الدعم الأمريكي إلى الاتحاد السوفيتي. وبعد ذلك بعامين، عندما سيطرت جبهة تحرير غرب الصومال على معظم أوغادين، صارت هذه هي المرة الأولى منذ الحرب العالمية الثانية التي توحد فيها كل الصومال باستثناء منطقة المحافظة الشمالية الشرقية في كينيا. كان الانتصار في أوغادين في الغالب بسبب دعم جماهير هرر الذين تحالفوا مع جبهة تحرير غرب الصومال.
تم دعم الجبهة في تمردها من قبل جبهة تحرير أبو الصومالية، التي كان مجال عملياتها في مقاطعات بال وسيدامو وأرسي، حيث دعت إلى الاتحاد مع الصومال أو إنشاء دولة مستقلة. زودت الصومال كلا المجموعتين بالأسلحة السوفيتية، وفي أوائل عام 1977 أُرسل 3000 جندي من الجيش الصومالي للقتال مع جبهة تحرير غرب الصومال. كما تلقت المجموعتان المساعدة والتدريب من مختلف الدول العربية والاشتراكية، بما في ذلك كوبا.
ومع أن الجيش الإثيوبي فاق عدد الصوماليين بما لا يقل عن 3 إلى 1، إلا أن الجيش الصومالي كان يتمتع بتفوق جوي أكبر بكثير من الإثيوبيين وكان أفضل تجهيزًا. ومع ذلك، وبعد توقف الدعم السوفيتي الهائل وعدم تنفيذ الولايات المتحدة للدعم العسكري الذي طلبته الصومال، أُجبرت جبهة تحرير غرب الصومال لاحقًا على التراجع إلى معسكرات في الصومال بشكل صحيح بعد أن قام الجنود الإثيوبيون والكوبيون المدعومون من الاتحاد السوفيتي والمسلحون من كوبا بدفع جبهة تحرير غرب الصومال إلى الوراء والجيش الصومالي.
بعد ذلك، منعت الحكومة الصومالية الجبهة وقادتها من استخدام أراضيها لشن هجمات على إثيوبيا. بحلول عام 1989، لم تعد جبهة تحرير غرب الصومال منظمة حرب عصابات فعالة داخل إثيوبيا. أدى قرار محمد سياد بري بتقييد جبهة تحرير غرب الصومال، إلى نفي يوسف ديري في عام 1989 وتشكيل مجموعة منشقة عن جبهة تحرير غرب الصومال، الجبهة الوطنية لتحرير أوغادين، التي كان مقرها في الكويت. تراجعت عناصر الجبهة الوطنية لتحرير أوغادين مرة أخرى إلى أوغادين في عام 1988، حيث لا تزال تعمل. ومع ذلك، لم يكن الجميع سعداء بالجبهة بسبب اسمها (أوغادين بدل الصومالية)، لذلك شكل العديد من أنصار جبهة تحرير غرب الصومال الجبهة الصومالية الغربية المتحدة التي تضم أيضًا بعض الأعضاء السابقين في جبهة تحرير أوغادين.

## أفراد
كان اللواء الرابع المعروف باسم «أفراد» أحد الوحدات الرئيسية في الجبهة، وكان يتألف من ضباط من قبيلة إسحاق كان الهدف الأولي لأفراد هو تحرير الصوماليين الذين يعيشون في المنطقة الصومالية بإثيوبيا، لكن تركيزها تغير لاحقًا بسبب الانتهاكات المتزايدة ضد السكان المدنيين من قبيلة إسحاق زالتي ارتكبتها جبهة تحرير غرب الصومال. كان قتل المدنيين ونهبهم واغتصابهم من قبل جبهة تحرير غرب الصومال أمرًا شائعًا منذ عام 1978 فصاعدًا. يرجع هذا الانتهاك إلى قيام الدولة الصومالية بتوظيف قسم أوغادينى الفرعي التابع لجبهة تحرير غرب الصومال كميليشيا فرعية يمكن استخدامها للحفاظ على سيطرتها على المناطق الشمالية من الصومال. أورد IM Lewis في سياق الفترة التي تشكلت فيها أفراد على النحو التالي:
اشتدت عملية استعمار دارود للشمال، بما في ذلك الاستيلاء على الممتلكات والمحسوبية الاقتصادية على حساب إسحاق، بشكل كبير في ظل حكم غاني المتوحش مع التطبيق المنهجي لأجهزة قمع الدولة التي ازداد عددها ونطاقها بعد تشكيل الحركة الوطنية الصومالية في إسحاق في أبريل 1981
 بدأت الاشتباكات المسلحة بين أفراد وقوات أوغادين التابعة للجبهة، بعد فترة وجيزة من عام 1979. ألقى ضابط في جيش إسحاق القبض على 14 من كبار مقاتلي الجبهة الذين قاموا بمضايقة وإساءة معاملة السكان المحليين في جوبيار.
منذ فبراير 1982، بدأ ضباط ومقاتلو جيش إسحاق من اللواء الرابع بالتحرك إلى إثيوبيا حيث شكلوا نواة لما أصبح فيما بعد الحركة الوطنية الصومالية.